# 색인 카드

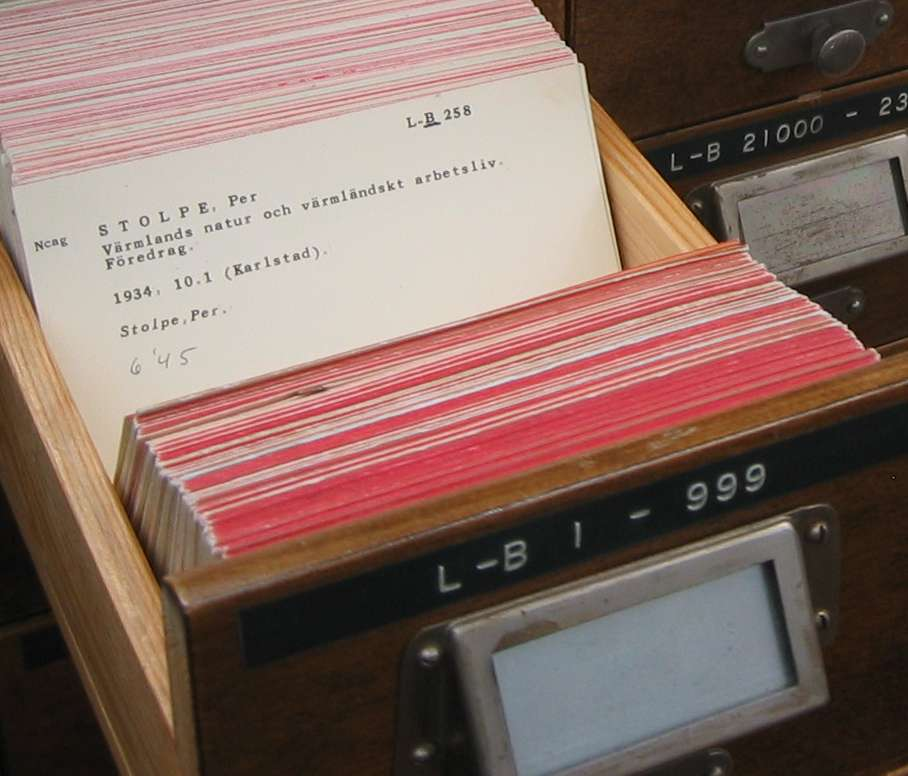
도서 카드 목록의 색인 카드. 이러한 유형의 목록 작업은 대부분 전산화로 대체되었다.

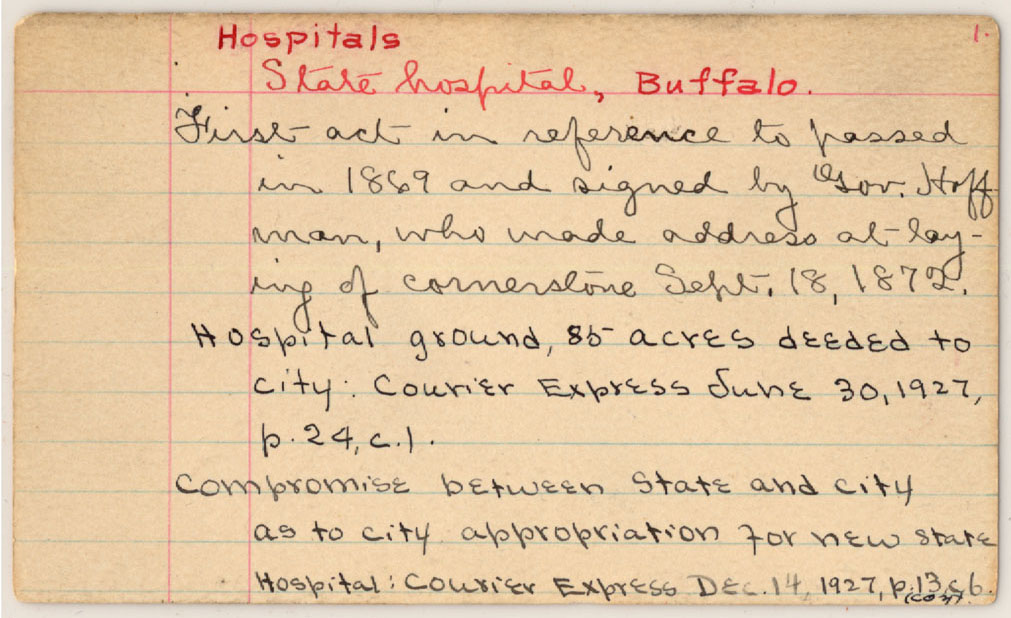
손으로 쓴 미국식 색인 카드

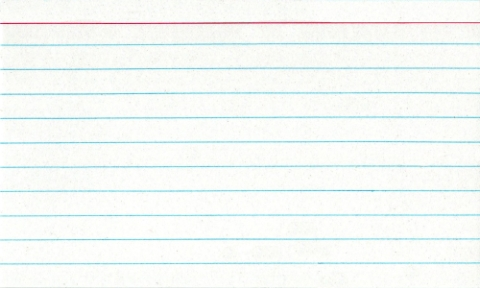
줄이 그어진 색인 카드

색인 카드, 인덱스 카드(index card) 또는 영국 영어로 레코드 카드(record card), 오스트레일리아 영어로 시스템 카드(system card)는 표준 크기로 잘라진 카드 용지(두꺼운 종이)로 구성되며, 적은 양의 개별 데이터를 기록하고 저장하는 데 사용된다. 이러한 카드 모음은 정보(예: 도서 목록 또는 책 뒷면 색인)를 빠르게 찾기 위한 색인으로 사용되거나, 색인 생성을 돕는 역할을 한다. 이 시스템은 1760년경 칼 폰 린네에 의해 발명된 것으로 알려져 있다.

## 형식
북아메리카와 영국에서 가장 일반적인 색인 카드 크기는 3 by 5 인치 (76.2 by 127.0 mm)이며, 따라서 흔히 3x5 카드라고 불린다. 널리 사용되는 다른 크기로는 4 by 6 인치 (101.6 by 152.4 mm), 5 by 8 인치 (127.0 by 203.2 mm) 및 ISO A7 크기(74 by 105 mm or 2.9 by 4.1 in)가 있다. 카드는 다양한 색상의 백지, 줄무늬, 격자무늬 스타일로 제공된다. 돌출된 탭이 있는 특수 칸막이 카드와 카드를 담을 수 있는 다양한 케이스 및 트레이도 문방구와 사무용품 회사에서 판매한다. 이는 전 세계적으로 표준 문방구 및 사무용품의 일부이다.

## 용도
색인 카드는 다양한 응용 분야와 환경에서 사용된다: 가정에서 레시피, 쇼핑 목록, 연락처 정보 및 기타 조직 데이터를 기록하고 저장하는 데 사용된다. 비즈니스에서는 프레젠테이션 노트, 프로젝트 연구 및 노트, 연락처 정보를 기록하는 데 사용된다. 학교에서는 플래시 카드 또는 기타 시각 자료로 사용된다. 학술 연구에서는 서지 인용이나 카드 파일의 노트와 같은 데이터를 보관하는 데 사용된다. 전문 서적 색인 작성자들은 1980년대와 1990년대에 색인 소프트웨어로 대체되기 전까지 서적 색인을 만드는 데 색인 카드를 사용했다.
카드 파일에 서지 인용 및 노트를 정리하는 데 흔히 제안되는 방법은 더 작은 3x5인치 카드에 인용된 저작물의 제목과 인용 정보를 기록하고, 더 큰 카드에 인용문이나 기타 데이터를 기록하는 것이다. 그러나 어떤 사람들은 모든 것을 한 가지 크기의 카드에 넣으라는 반대 조언을 하기도 했다.
색인 카드는 많은 행사에서 사용되며 계획에 도움이 된다.

## 역사

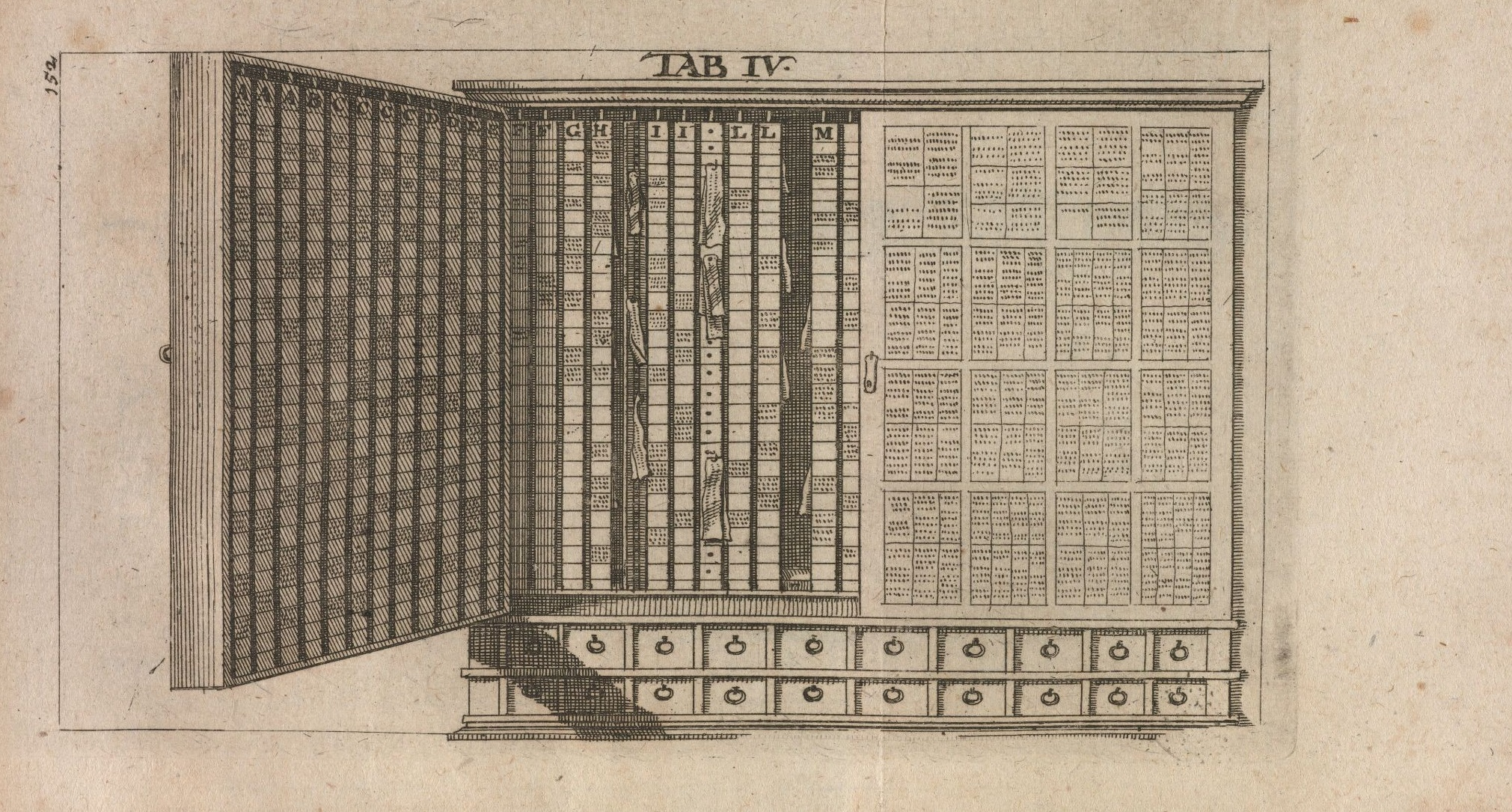
빈센트 플라키우스의 《De arte excerpendi》(1689년)에 수록된 종이 쪽지 보관함

최초의 근대 초기 카드 보관함은 17세기 영국 발명가 토머스 해리슨(c. 1640년대)이 설계했다. 해리슨의 "연구의 방주"(Arca studiorum) 원고는 사용자가 책에서 발췌하고 주제별로 분류된 금속 고리에 종이를 붙여 메모를 특정 순서로 보관할 수 있는 작은 보관함을 묘사한다. 해리슨의 시스템은 빈센트 플라키우스가 자신의 유명한 발췌 방법 핸드북(De arte excerpendi, 1689)에서 편집 및 개선했다. 독일의 박식가 고트프리트 빌헬름 라이프니츠(1646–1716)는 적어도 한 연구 프로젝트에서 해리슨의 발명품에 의존했던 것으로 알려져 있다.
학명을 정립한 18세기 자연학자 칼 폰 린네는 해외 발견으로 인해 초기 과학자들이 직면했던 정보 과부하를 처리하는 데 도움을 주기 위해  1760c. "색인 카드를 발명"했다고 알려져 있지만, 그가 혼자서 색인 카드를 발명했는지에 대해서는 이견이 있을 수 있다. 린네는 나중에 정보를 검색하기 위해 정보를 고정된 순서로 배열해야 하는 필요성과 새로운 정보를 그 순서에 영구적으로 통합해야 하는 필요성 사이의 갈등을 다루어야 했다. 그의 해결책은 특정 주제에 대한 정보를 별도의 시트에 보관하여 보완하고 재배열할 수 있도록 하는 것이었다. 1760년대 중반, 린네는 이를 오늘날 색인 카드라고 불리는 것으로 발전시켰다. 색인 카드는 언제든지 정보를 업데이트하고 비교하기 위해 원하는 대로 선택하고 이동할 수 있었다.
1890년대 후반에는 바늘 같은 도구를 이용해 데이터를 쉽게 분류할 수 있는 엣지 노치 카드가 발명되었다. 이 엣지 노치 카드는 1980년대에 컴퓨터 데이터베이스로 대체되면서 더 이상 판매되지 않는다.

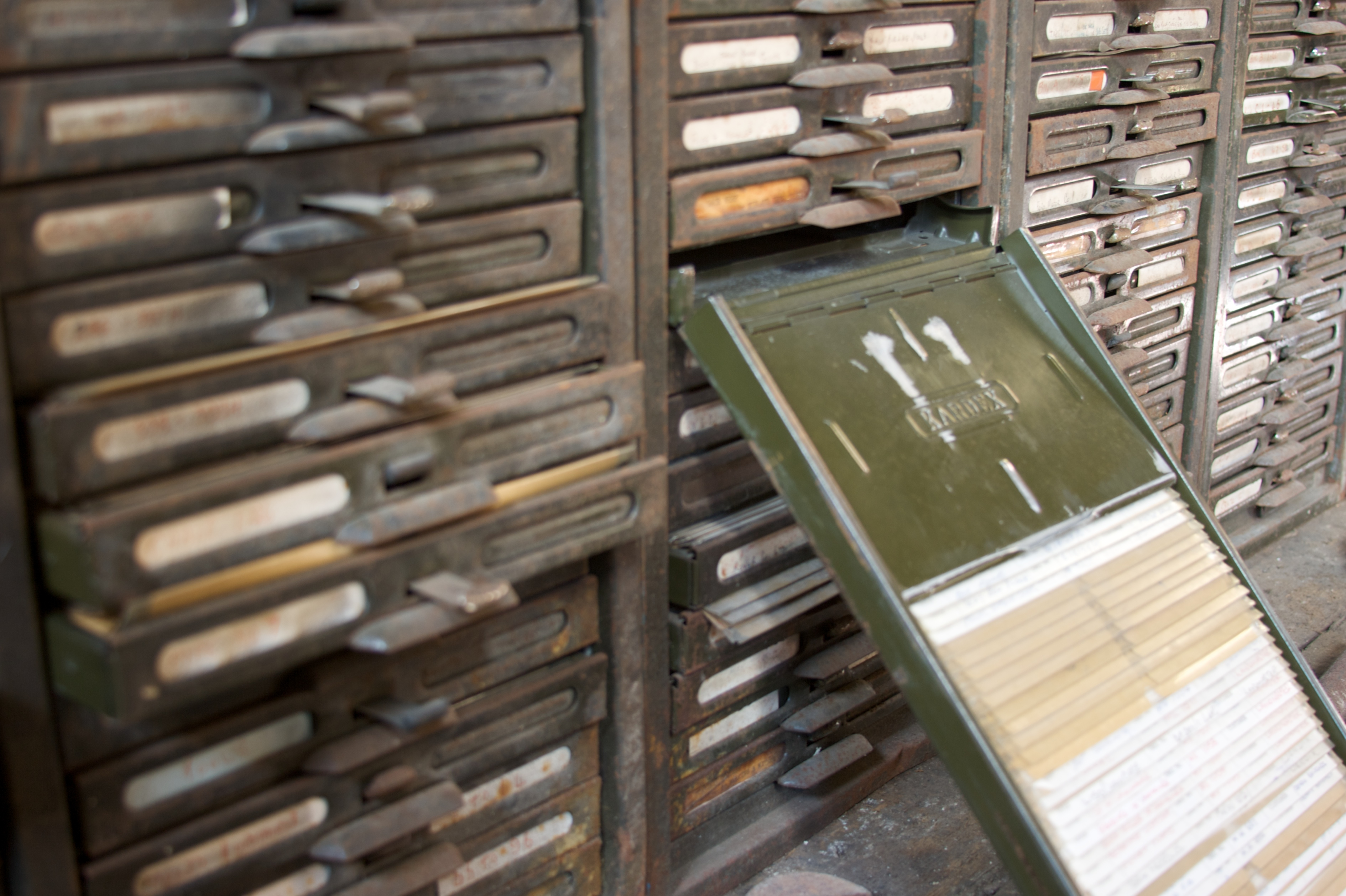
카덱스 색인 카드 분류 시스템

제임스 랜드 시니어의 랜드 원장 회사(1898년 설립)와 그 가시 원장 시스템, 그리고 그의 아들 제임스 랜드 주니어의 아메리칸 카덱스는 20세기 대부분 동안 전 세계 색인 카드 분류 시스템 판매를 지배했다. "카덱스"는 특히 의료 기록 분야에서 일반 명사가 되었는데, "카덱스를 정리하다"는 환자 기록을 색인 카드에 작성하는 것을 의미하게 되었다.
현재 알려진 도서관 도서 목록은 19세기에 등장했으며, 멜빌 듀이는 1870년대에 도서관 카드 목록에 사용되는 색인 카드를 표준화했다.:91 1980년대에 시작된 도서관 목록의 디지털화 전까지, 책을 찾는 데 사용된 주요 도구는 카드 목록이었다. 모든 책은 세 장의 카드에 설명되어 있었고, 제목, 저자, 주제(논픽션인 경우)별로 알파벳순으로 분류되었다. 유사한 목록은 법률 회사 및 기타 기관에서 많은 양의 저장된 문서를 정리하는 데 사용되었다. 그러나 국제 협정을 통해 국가 전반에 걸쳐 표준 목록 프로토콜이 채택되고 인터넷의 부상과 목록 시스템이 디지털 저장 및 검색으로 전환되면서 목록 작성에 색인 카드를 광범위하게 사용하는 것은 구식화되었다.
많은 작가들이 책을 쓰는 데 색인 카드를 사용했다. 블라디미르 나보코프는 자신의 작품을 색인 카드에 썼는데, 이는 그의 작품 창백한 불꽃에 언급되어 있다.

## 같이 보기
- 주소록
- 카드 정렬
- CRC 카드
- 큐 카드
- 엣지 노치 카드
- 힙스터 PDA
- 종이 크기
- 천공 카드
- 롤로덱스

## 더 읽을거리
- Cevolini, Alberto, 편집. (2016). 《Forgetting Machines: Knowledge Management Evolution in Early Modern Europe》. Library of the Written Word 53. Leiden; Boston: 브릴 (출판사). doi:10.1163/9789004325258. ISBN 9789004278462. OCLC 951955805.
- Flanders, Judith (2020). 〈I is for Index Cards: From Copy Clerks to Office Supplies in the Nineteenth Century〉. 《A Place for Everything: The Curious History of Alphabetical Order》. New York: Basic Books. 197–220쪽. ISBN 9781541675070. OCLC 1143631587.
- Maxwell, John W.; Armen, Haig (2013년 9월 8일). “A Bird in the Hand: Index Cards and the Handcraft of Creative Thinking”. 《publishing.sfu.ca》. 사이먼 프레이저 대학교. 2022년 9월 18일에 확인함.
- Wallace, Patricia E.; Thomas, Violet S. (1987). 〈Card-Storage Systems〉. 《Records Management: Integrated Information Systems》 2판. New York: Wiley. 148–155쪽. ISBN 0471821608. OCLC 14272476.